# Muppets: Der Zauberer von Oz
Muppets: Der Zauberer von Oz (Originaltitel: The Muppets’ Wizard of Oz, später auch The Muppets: Wizard of Oz und The Muppets’ Wonderful Wizard of Oz) ist ein amerikanischer, musikalischer Film aus dem Jahr 2005 von Kirk R. Thatcher und Brian Henson. Die Truppe der Muppet Show spielen dort die Hauptrolle. Außerdem spielen dort Ashanti, Jeffrey Tambor, Queen Latifah und viele mehr mit. Der Film ist eine Modernisierung und basiert auf dem Roman Der Zauberer von Oz von L. Frank Baum. Dabei werden die meisten Figuren im Land von Oz, außer dem Zauberer, von Muppet-Figuren gespielt.
Der Film ist nach Die Muppets-Weihnachtsgeschichte und Muppets – Die Schatzinsel die dritte Muppet-Spielfilmversion eines Romans.

## Handlung
Die junge Dorothy Gale lebt mit ihrem Onkel Henry und ihrer Tante An in Kansas. Sie besitzen ein eigenes Lokal, in dem Dorothy jobbt. Sie träumt allerdings davon, Sängerin zu werden. Gleich zu Beginn des Films singt sie das Lied „Kansas“, welches aber „I wanna get out of here“ genannt wird. Darin beschreibt sie ihre Gefühle und den Traum, Kansas zu verlassen. Eines Tages kommen die Muppets mit ihrem Tourbus in die Nähe des Lokals, um Rast zu machen. Dorothy nutzt die Chance, um Kermit ihre Demos zu geben und ihm mitzuteilen, dass sie davon träumt, mit den Muppets auf Tournee zu gehen. Kermit nimmt die Demos und verspricht, sich zu melden.
Etwas später fegt ein Sturm über Kansas. Onkel Henry und Tante An schaffen es, sich zu retten, Dorothy rennt aber ins Haus, welches mit dem Sturm davon fliegt.
Als das Haus landet, stellt Dorothy fest, dass sie nicht mehr in Kansas ist. Toto, ihr Haustier, gespielt von Pepe, kann plötzlich sprechen (im Original spricht Toto, eigentlich ein Hund, nicht).
Sie sind im Land des Zauberers von Oz gelandet, genau auf der bösen Hexe des Ostens. Vor dem Haus erwarten sie die Munchkins (gespielt von einer Rattenschar) und der guten Hexe des Nordens (gespielt von Miss Piggy). Dort erzählt ihr Dorothy, dass sie gerne Sängerin wäre. Glinda erzählt ihr vom großen und mächtigen Zauberer von Oz, der in der Smaragdenstadt lebt, die ihre Wünsche erfüllen kann. Außerdem empfiehlt sie ihr, die silbernen Schuhe der Hexe anzuziehen, da sie magische Kräfte besitzen. Sie sollen sie vor der Schwester der toten Hexe, der bösen Hexe des Westens (wie alle Hexen im Film, dargestellt von Miss Piggy) beschützen.
Unterwegs trifft sie eine Vogelscheuche (gespielt von Kermit), welche sich ein Gehirn wünscht, einen Roboter (im Buch ist es ein Blechmann, gespielt von Gonzo), welche unsterblich in ein Huhn (Kamilla) verliebt war, aber die böse Hexe ihn an einen Computer angebunden hat, so dass er nicht lieben kann, weswegen er sich ein Herz wünscht, sowie einen feigen Löwen (gespielt von Fozzie dem Bären), der sich mehr Mut wünscht.
Unterwegs in die Smaragdenstadt stellt die böse Hexe des Westens ihnen Hindernisse. In der Smaragdenstadt angekommen, treffen die vier Scooter, den ersten Assistenten des Zauberers (gespielt von Scooter, in einem grünen Anzug). Jeder einzelne wird zum Zauberer hereingelassen, und bei jedem der vier nimmt der Zauberer eine andere Gestalt an, mal als was gruseliges, mal als eine schöne Gestalt. Dorothy erfährt, dass der Zauberer die Wünsche erfüllen wird, wenn die Hexe des Westens besiegt ist und ihr böses Auge mitgebracht wird.
Dorothy und die drei machen sich auf den Weg und werden von der Hexe gefangen genommen. Dabei singt sie mit der Begleitung von Dr. Teeth und der Electric Mayhem das Lied „The Witch is in the house“ (die Band singt im Film auch das Lied „Poppy Fields“). Als die Hexe besiegt ist, machen sich die vier Helden sofort auf den Weg zum Zauberer, der sich aber weigert, die Wünsche zu erfüllen. Durch einen Zufall erfahren sie, dass der Zauberer keiner ist. Er wollte nach Hollywood, aber durch einen Unfall ist er im Land von Oz gelandet. Er versprach aber, alle Wünsche zu erfüllen. Dies tut er in einer großen Fernsehgala, die von jedem im Land von Oz gesehen wird, dort gibt er sich erstmals zu erkennen. Er gab dem Löwen ein goldenes Mikrofon, mit dem er sich mutiger fühlen kann. Er „programmierte“ dem Roboter eine Art Herz. Hinter den Kulissen wartet schon die geliebte Camilla. Der Vogelscheuche kippte er Frühstücksflocken in den Kopf (Hier kommt ein englischer Wortwitz vor von Brain (Gehirn) und Branflakes (Frühstücksflocken mit Kleie, Bran und Brain klingen ähnlich)). Als Abschluss durfte Dorothy ein Lied singen, hatte es aber nicht beendet, da sie festgestellt hat, dass die Wünsche in einem drin sind. Sowohl die Vogelscheuche, der Roboter und der Löwe trugen das, was sie sich wünschten, in sich, wussten das aber nicht. Das, was sich Dorothy nun wünschte, ist zurück nach Kansas zu reisen. Glinda, die gute Hexe des Südens, hilft ihr dabei. Aber Toto, der sie während des Abenteuers begleitet hat, wollte in Oz bleiben. Mit dem Wunsch „Ich möchte zurück nach Kansas“ fliegt sie zurück nach Hause.
Als Dorothy in Kansas landet, machten sich Onkel Henry und Tanta An sich Sorgen. Dorothy lehnt sogar den Antrag von Kermit ab, mit den Muppets auf Tournee zu gehen. Im letzten Moment aber sagen Onkel Henry und Tanta An Dorothy, dass sie sie auf der Tournee begleiten werden. Der Film endet damit, dass Dorothy mit den Muppets das Lied „Good Life“ singt.

## Synchronisation
Die deutsche Synchronfassung entstand bei der FFS Film- und Fernseh-Synchron GmbH, München. Hartmut Neugebauer führte Dialogregie.
| Rolle                                         | Schauspieler/Puppenspieler | Sprecher                |
| --------------------------------------------- | -------------------------- | ----------------------- |
| Kermit der Frosch / Vogelscheuche             | Steve Whitmire             | Niko Macoulis           |
| Rizzo die Ratte / Bürgermeister der Munchkins | Steve Whitmire             | Bernd Simon             |
| Statler                                       | Steve Whitmire             | Klaus Höhne             |
| Beaker                                        | Steve Whitmire             | Hartmut Neugebauer      |
| Das Tier                                      | Eric Jacobson              | Hartmut Neugebauer      |
| Sam der Adler                                 | Eric Jacobson              | Norbert Gastell         |
| Miss Piggy / die Hexen von Oz                 | Eric Jacobson              | Claus-Peter Damitz      |
| Fozzie Bär / der feige Löwe                   | Eric Jacobson              | Gerd Meyer              |
| Zauberer als Gesicht / Flamme / Drache        | Eric Jacobson              | Fred Maire              |
| Der Zauberer                                  | Jeffrey Tambor             | Fred Maire              |
| Waldorf                                       | Dave Goelz                 | Karl-Heinz Krolzyk      |
| Gonzo                                         | Dave Goelz                 | Bernd Simon             |
| Dr. Honigtau Bunsenbrenner                    | Dave Goelz                 | Mogens von Gadow        |
| Pepe                                          | Bill Barretta              | Manfred Trilling        |
| Johnny Fiama                                  | Bill Barretta              | Crock Krumbiegel        |
| Dr. Goldzahn                                  | Bill Barretta              | Michael Rüth            |
| dänischer Koch                                | Bill Barretta              | Peter Musäus            |
| Engelchen Marie                               | John Kennedy               | Peter Musäus            |
| Sal Minella                                   | Brian Henson               | Thomas Albus            |
| Crazy Harry                                   | Rickey Boyd                | Thomas Albus            |
| Scooter                                       | Rickey Boyd                | Christina Hoeltel       |
| Zauberer als Frau                             | Julianne Buescher          | Carin C. Tietze         |
| Sweetums                                      | John Henson                | Manfred Erdmann         |
| Dorothy Gale                                  | Ashanti                    | Leoni Kristin Oeffinger |
| Tante An                                      | Queen Latifah              | Bettina Redlich         |
| Onkel Henry                                   | David Alan Grier           | Ekkehardt Belle         |
| er selbst                                     | Quentin Tarantino          | Martin Umbach           |

## Kritiken
Von den Internetusern der IMDb erhielt der Film vorwiegend negative Kritiken. So wurde zum Beispiel sexistische Anspielungen genannt, z. B. als Dorothy sagt, die silbernen Schuhe der Hexe machen sie „sexy“, oder wenn Rizzo, die Ratte, im englischen Original, die Videoreihe „Girls Gone Wild“ (eine amerikanische Videoreihe, mit jungen Frauen beim Springbreak) erwähnt. Auch die Schauspielerei von Ashanti wurde stark kritisiert.
Allerdings wurde gelobt, dass der Film sich nicht an der Verfilmung Der Zauberer von Oz aus dem Jahr 1939 mit Judy Garland orientiert, sondern mehr auf dem Buch basiert, z. B. dass Dorothy silberne Zauberschuhe trägt und keine rubinrote, wie Judy Garland und der Zauberer auch in unterschiedlichen Verkleidungen vor den Helden auftritt und nicht in einer, wie bei der erwähnten Verfilmung.

## Zusätzliches
Toto, der im Original ein Hund ist, ist hier Pepe, der Schrimp (The King Prawn). Im Film sagte Dorothy einmal zu ihrem Onkel: Ihr wolltet mir ja nie einen Hund kaufen.
In einer Szene mit dem Zauberer von Oz sagte die Vogelscheuche/Kermit: „Guten Tag, Herr Oz. Haben Sie irgendwelche Beziehungen zu Frank Oz?“, was dieser mit Gebrüll verneint. Frank Oz war ein ehemaliger Muppet-Spieler, der auch Drehbücher für die Muppets schrieb und Regie führte.
In einer Nebenhandlung sieht man Kermit mit Quentin Tarantino, der ihm vorschlägt, wie sich die Geschichte entwickeln kann und wie die Fernsehumsetzung ermöglicht werden kann. Kermit lehnt das aber vorerst ab, weil er seine Ideen zu Brutal für einen Familienfilm findet.
1981 haben die Muppets in der Show „Muppets go to the movies“ die Filmversion mit Judy Garland parodiert und Ausschnitte aus den damaligen Filmsongs gesungen. Miss Piggy spielte Dorothy, Scooter spielte die Vogelscheuche, Gonzo spielte den Zinnmann (wie auch in dieser Version) und Fozzie (auch wie hier) den feigen Löwen. Der kleine Hund Foo-Foo spielte die Rolle von Toto.